# Wladislaus I van Bohemen
Wladislaus I (rond 1070 - 1125), uit het geslacht der Přemysliden, was een zoon van koning Vratislav II van Bohemen en Swatawa van Polen. Hij volgde Svatopluk II op als hertog van Bohemen in 1109, maar moest zwaar vechten voor zijn erkenning. Een deel van de adel verjoeg hem naar Polen en in 1117 moest hij de troon voor drie jaar aan zijn broer Bořivoj II overlaten, onder druk van Oostenrijk.
Hij was gehuwd met Richeza van Berg (- 1125), dochter van graaf Hendrik I van Berg, en werd de vader van:
- Svatava
- Wladislaus II van Bohemen (1110 -1174)
- Děpolt (-1167)
- Jindřich

## Voorouders
| Voorouders van Wladislaus I van Bohemen | Voorouders van Wladislaus I van Bohemen                                  | Voorouders van Wladislaus I van Bohemen                                  | Voorouders van Wladislaus I van Bohemen                                      | Voorouders van Wladislaus I van Bohemen                              |
| --------------------------------------- | ------------------------------------------------------------------------ | ------------------------------------------------------------------------ | ---------------------------------------------------------------------------- | -------------------------------------------------------------------- |
| Overgrootouders                         | Oldřich van Bohemen (970-1034) ∞ Božena (-)                              | Hendrik van Schweinfurt (950-1017) ∞ Gerberga van Gleiberg (970-1036)    | Mieszko II Lambert van Polen (990-1034) ∞ Richeza van Lotharingen(1000-1063) | Vladimir van Kiev (956–1015) ∞ ? (-)                                 |
| Grootouders                             | Břetislav I van Bohemen (1002-1055) ∞ Judith van Schweinfurt (1003-1058) | Břetislav I van Bohemen (1002-1055) ∞ Judith van Schweinfurt (1003-1058) | Casimir I van Polen (1016-1058) ∞ Dobrognewa van Kiev (1012-1087)            | Casimir I van Polen (1016-1058) ∞ Dobrognewa van Kiev (1012-1087)    |
| Ouders                                  | Vratislav II van Bohemen (1035-1092) ∞ Swatawa van Polen (1048-1126)     | Vratislav II van Bohemen (1035-1092) ∞ Swatawa van Polen (1048-1126)     | Vratislav II van Bohemen (1035-1092) ∞ Swatawa van Polen (1048-1126)         | Vratislav II van Bohemen (1035-1092) ∞ Swatawa van Polen (1048-1126) |
| Wladislaus I van Bohemen (1070-1125)    |                                                                          |                                                                          |                                                                              |                                                                      |